# Canton de Graulhet
Le canton de Graulhet est une circonscription électorale française située dans le département du Tarn et la région Occitanie.

## Géographie
Ce canton est organisé autour de Graulhet dans l'arrondissement de Castres. Son altitude varie de 109 m (Saint-Gauzens) à 375 m (Moulayrès) pour une altitude moyenne de 179 m.

## Histoire
Par décret du 17 février 2014, le nombre de cantons du département est divisé par deux, avec mise en application aux élections départementales de mars 2015. Le canton de Graulhet est conservé et garde les mêmes communes.

## Représentation

### Conseillers d'arrondissement (de 1833 à 1940)
Le canton de Graulhet avait deux conseillers d'arrondissement.
Il appartenait à l'arrondissement de Lavaur jusqu'à sa disparition en 1926.
| Période                                  | Période           | Identité                                   | Étiquette    | Qualité |
| ---------------------------------------- | ----------------- | ------------------------------------------ | ------------ | --- |
| 1833                                     | 1833 (annulation) | Jacques Hilaire Bonsirven                  |              | Maire de Briatexte (1822-1834)                                                                              |
| 1833                                     |                   | André Corsin Raymond Rossignol (1786-1863) |              | Notaire à Graulhet                                                                                          |
| 1833                                     |                   | Édouard Burguère                           |              | Receveur de l'enregistrement, Graulhet                                                                      |
|                                          |                   |                                            |              | |
| 1848                                     |                   | Léopold Pemille                            |              | Médecin à Graulhet                                                                                          |
| 1848                                     |                   | Jacques-Augustin Serin                     |              | Maire de Moulayrès (1844-1852)                                                                              |
|                                          |                   |                                            |              | |
|                                          | 1885 (démission)  | Adrien Montet                              | Républicain  | Docteur, maire de Briatexte                                                                                 |
| 1889                                     | 1890 (décès)      | Gabriel Burguère                           | Républicain  | Receveur de l'enregistrement, maire de Graulhet                                                             |
| 1889                                     | 1895              | Marcelin Camboulives                       | Républicain  | Docteur-médecin à Graulhet                                                                                  |
| 1895                                     | 1901              | Achille Valat                              | Radical      | Maire de Graulhet                                                                                           |
| 1895                                     | 1901              | Félix Bosc                                 | Socialiste   | |
| 1901                                     |                   | Auguste Jaurès (1847-1920)                 | Nationaliste | Médecin, propriétaire-agriculteur, maire de Dourgne                                                         |
| 1901                                     |                   | Jacques-Charles Bécus                      | Républicain  | Président de la Société de Saint-Joseph, Graulhet                                                           |
|                                          |                   |                                            |              | |
| 1919                                     | 1923              | M. Terry                                   | Radical      | |
| 29 avril 1923                            | 1923 (annulation) | André Marty                                | PC-SFIC      | Officier mécanicien, Mutin de la Mer Noire                                                                  |
| 1925                                     | 1940              | René Montamat (1887-1968)                  | SFIO         | Mécanicien à Briatexte                                                                                      |
|                                          | 1938              | René Calvel                                | SFIO         | Comptable                                                                                                   |
| 1938                                     | 1940              | M. Delacour                                | SFIO         | |
| 1940                                     |                   |                                            |              | Les conseils d'arrondissement ont été suspendus par la loi du 12 octobre 1940 et n'ont jamais été réactivés |
| Les données manquantes sont à compléter. |                   |                                            |              | |

### Conseillers généraux de 1833 à 2015
| Période                                  | Période      | Identité                                            | Étiquette   | Qualité                                                                     |
| ---------------------------------------- | ------------ | --------------------------------------------------- | ----------- | --------------------------------------------------------------------------- |
| 1833                                     | 1842         | Charles Philippe Auguste Baron Corbière (1759-1845) |             | Président honoraire de la Cour d'appel de Toulouse Ancien Procureur général |
| 1842                                     | 1848         | Narcisse de Carrière                                |             | Avocat, magistrat, propriétaire à Puybegon                                  |
| 1848                                     | 1852         | Martin Marty                                        |             | Notaire à Graulhet                                                          |
| 1852                                     | 1870         | Paul Abrial (1809-1885)                             | Droite      | Propriétaire à Graulhet                                                     |
| 1870                                     | 1871         | Alexis Vaissière                                    |             | Médecin, adjoint puis Maire de Graulhet                                     |
| 1871                                     | 1885 (décès) | Paul Abrial                                         | Droite      | Propriétaire à Graulhet                                                     |
| 1885                                     | 1904         | Adrien Montet                                       | Républicain | Docteur Maire de Briatexte (1889-1905), conseiller d'arrondissement         |
| 1904                                     | 1938 (décès) | François Morel                                      | Rad.        | Industriel, propriétaire viticulteur à Graulhet Député (1924-1928)          |
| 1938                                     | 1940         | René Calvel                                         | SFIO        | Comptable, conseiller d'arrondissement                                      |
|                                          |              |                                                     |             |                                                                             |
| 1942                                     | 1945         | Jean Imart                                          |             | Maire de Graulhet (1940-1944) Nommé conseiller départemental en 1942        |
|                                          |              |                                                     |             |                                                                             |
| 1945                                     | 1961         | René Calvel                                         | SFIO        | Artisan maroquinier à Graulhet                                              |
| 1961                                     | 1979         | André Pontier                                       | RI puis DVD | Docteur en médecine Maire de Graulhet (1971-1977)                           |
| 1979                                     | 1985         | Henri Argelès                                       | PS          | Principal honoraire de collège Maire de Graulhet (1977-1989)                |
| 1985                                     | 1988 (décès) | Georges Ravari                                      | RPR         | Directeur technique, conseiller municipal de Graulhet                       |
| 1988                                     | 1992         | Guy Laporte                                         | RPR-DVD     | International de rugby, courtier en peaux                                   |
| 1992                                     | 2015         | Claude Bousquet                                     | PS          | Agriculteur, maire de Graulhet (1989-1995)                                  |
| Les données manquantes sont à compléter. |              |                                                     |             |                                                                             |

### Conseillers départementaux à partir de 2015
| Période élective | Période élective | Mandat | Mandat            | Identité       | Nuance | Nuance | Qualité                                                                                           |
| ---------------- | ---------------- | ------ | ----------------- | -------------- | ------ | ------ | ------------------------------------------------------------------------------------------------- |
| 2015             | 2021             | 2015   | mars 2018 (décès) | Bernard Bacabe |        | DVG    | Ancien cuisinier Maire de Briatexte                                                               |
| 2015             | 2021             | 2015   | 2021              | Florence Bélou |        | PS     | Agent à La Poste Conseillère municipale de Graulhet 3ème Vice-Présidente du Conseil départemental |
| 2015             | 2021             | 2018   | 2021              | Max Guipaud    |        | PS     | Employé Maire de Puybegon (2014-2020)                                                             |
| 2021             | 2028             | 2021   | en cours          | Florence Bélou |        | PS     | Agent à La Poste Conseillère municipale de Graulhet 3ème vice-présidente chargée du personnel     |
| 2021             | 2028             | 2021   | en cours          | Alain Glade    |        | PS     | Ancien directeur industriel dans le textile, maire de Briatexte                                   |

### Résultats détaillés

#### Élections de mars 2015
À l'issue du 1er tour des élections départementales de 2015, deux binômes sont en ballottage : Gislaine Julia et Jean-Pierre Rousseau (FN, 37,18 %) et Bernard Bacabe et Florence Belou (Union de la Gauche, 35,05 %). Le taux de participation est de 53,99 % (6 648 votants sur 12 314 inscrits) contre 58,71 % au niveau départemental et 50,17 % au niveau national.
Au second tour, Bernard Bacabe et Florence Belou (Union de la Gauche) sont élus avec 55,1 % des suffrages exprimés et un taux de participation de 58,2 % (3 600 voix pour 7 156 votants et 12 295 inscrits).

#### Élections de juin 2021
Le premier tour des élections départementales de 2021 est marqué par un très faible taux de participation (33,26 % au niveau national). Dans le canton de Graulhet, ce taux de participation est de 33,98 % (4 297 votants sur 12 647 inscrits) contre 39,08 % au niveau départemental. À l'issue de ce premier tour, deux binômes sont en ballottage : Florence Belou et Alain Glade (DVG, 48,79 %) et Julien Bacou et Vanessa Pinel (RN, 35,36 %).
Le second tour des élections est marqué une nouvelle fois par une abstention massive équivalente au premier tour. Les taux de participation sont de 34,36 % au niveau national, 39,14 % dans le département et 35,08 % dans le canton de Graulhet. Florence Belou et Alain Glade (DVG) sont élus avec 61,87 % des suffrages exprimés (2 585 voix pour 4 438 votants et 12 652 inscrits),,. 

## Composition
Depuis sa création, le canton de Graulhet comprend 7 communes.
| Nom                              | Code Insee | Intercommunalité                  | Superficie (km2) | Population (dernière pop. légale) | Densité (hab./km2) | Modifier                                    |
| -------------------------------- | ---------- | --------------------------------- | ---------------- | --------------------------------- | ------------------ | ------------------------------------------- |
| Graulhet (bureau centralisateur) | 81105      | CA Gaillac Graulhet Agglomération | 56,75            | 13 275 (2022)                     | 234                | modifier les données · modifier les données |
| Briatexte                        | 81039      | CA Gaillac Graulhet Agglomération | 15,00            | 1 948 (2022)                      | 130                | modifier les données · modifier les données |
| Busque                           | 81043      | CA Gaillac Graulhet Agglomération | 8,38             | 719 (2022)                        | 86                 | modifier les données · modifier les données |
| Missècle                         | 81169      | CC du Lautrecois-Pays d'Agout     | 5,77             | 98 (2022)                         | 17                 | modifier les données · modifier les données |
| Moulayrès                        | 81187      | CC du Lautrecois-Pays d'Agout     | 8,85             | 216 (2022)                        | 24                 | modifier les données · modifier les données |
| Puybegon                         | 81215      | CA Gaillac Graulhet Agglomération | 19,01            | 646 (2022)                        | 34                 | modifier les données · modifier les données |
| Saint-Gauzens                    | 81248      | CA Gaillac Graulhet Agglomération | 18,42            | 912 (2022)                        | 50                 | modifier les données · modifier les données |
| Canton de Graulhet               | 8112       |                                   | 132,18           | 17 814 (2022)                     | 135                | modifier les données                        |

## Démographie

### Démographie avant 2015
| 1962   | 1968   | 1975   | 1982   | 1990   | 1999   | 2006   | 2011   | 2012   |
| ------ | ------ | ------ | ------ | ------ | ------ | ------ | ------ | ------ |
| 12 986 | 15 132 | 17 443 | 17 193 | 17 417 | 16 293 | 15 824 | 16 161 | 16 355 |

### Démographie depuis 2015
En 2022, le canton comptait 17 814 habitants, en évolution de +4,3 % par rapport à 2016 (Tarn : +2,52 %, France hors Mayotte : +2,11 %).
| 2013   | 2018   | 2022   |
| ------ | ------ | ------ |
| 16 318 | 17 381 | 17 814 |